# Wojciech Czechowski
Wojciech Włodzimierz Czechowski (ur. 25 lipca 1950 w Warszawie) – profesor doktor habilitowany, polski biolog specjalizujący się w myrmekologii.

## Życiorys
W 1973 ukończył studia na Uniwersytecie Warszawskim. W 1980 obronił doktorat. W 1998 habilitował się na podstawie pracy Colonies of hybrids and mixed colonies: interspecific nest takeover in wood ants (Hymenoptera, Formicidae). W 2003 uzyskał tytuł profesora nauk biologicznych. Pracownik Muzeum i Instytutu Zoologii PAN.
W 1991 został odznaczony Srebrnym Krzyżem Zasługi RP.

## Wybrana bibliografia
- 2002. The ants of Poland (Hymenoptera, Formicidae), ISBN 83-85192-98-0.
- 2012. The ants of Poland with reference to the myrmecofauna of Europe, ISBN 978-83-930773-4-2.